# Южная Корона
Ю́жная Коро́на (лат. Corona Australis, CrA) — небольшое и тусклое созвездие южного полушария неба.

## Условия наблюдения
Полностью созвездие видно на юге России, частично — на юге центральной России. Полная видимость на широтах южнее +44°30'. Лучший месяц для наблюдения — июль.

## История
Древнее созвездие включено в каталог звёздного неба Клавдия Птолемея «Альмагест». Устойчивых мифологических связей у созвездия нет. По аналогии с Северной Короной греческие мифы утверждают, что бог Дионис наградил ею беотийскую поэтессу Коринну за победу в поэтическом соревновании. По расположению недалеко от созвездия Стрелец полагают, что это упавший на землю венец кентавра. Существовали также многочисленные варианты наименования: Ураниск, Прометей, Колесо Иксиона, Судно.
В Китае в группе звёзд созвездия Южная Корона издревле видели черепаху (кит. упр. 鳖), она представляет собой один из своеобразных древнекитайских астеризмов, «звёздных чиновников» (кит. упр. 星官), и является частью Ковша, одного из 28 китайских созвездий. В частности, овальное подписанное изображение этой группы звёзд присутствует на картах периода династий Северная Сун и Южная Сун.
В 1922 году созвездие было утверждено Международным астрономическим союзом под названием «Corona Australis», однако, в 1932 году, когда МАС вводил четырёхбуквенные обозначения созвездий, название было записано как «Corona Austrini». В 1955 году от четырёхбуквенных обозначений отказались, и на данный момент используется первое название.

## Характеристики
Созвездие граничит со Стрельцом на севере и востоке, с Телескопом на юге, с Жертвенником на юго-западе и Скорпионом на западе. В созвездии нет звёзд ярче 4m (ярчайшая имеет звёздную величину лишь 4,11m), а всего в нём 40 звёзд, видимых невооружённым глазом. Его площадь — 127,7 квадратных градусов, что составляет 0,310 % площади неба и делает созвездие девятым с конца в списке созвездий по этому параметру.

## Примечательные объекты

### Звёзды
Самая яркая звезда созвездия — Альфа Южной Короны, является единственной в созвездии, которая имеет собственное название — Альфекка Меридиана. Это звезда главной последовательности имеет спектральный класс A2Va, массу в 2,3 M⊙ и светимость в 31 солнечных. Она находится на расстоянии 125 световых лет от Солнца.